# Heinrich Ehrlich
Karl Heinrich Alfred Ehrlich (Vienna, 5 ottobre 1822 – Berlino, 30 dicembre 1899) è stato un compositore e pianista tedesco.

## Biografia
Ehrlich terminò la sua scuola superiore sotto la guida di Adolf Henselt, Karl Maria von Bocklet, Sigismund Thalberg e Simon Sechter. Dal 1840 al 1844 si esibì in Ungheria, in Romania e a Vienna. Nel 1848 divenne corrispondente dell'Augsburger Allgemeine Zeitung, pianista del re Giorgio V di Hannover nel 1852, trasferendosi a Wiesbaden nel 1855. Due anni dopo andò in Inghilterra e finalmente si stabilì a Berlino nel 1862. Qui acquisì un'ottima reputazione come pianista, soprattutto per le sue esecuzioni di Beethoven. Dal 1864 al 1872 fu insegnante di pianoforte presso il Conservatorio di Stern. Tra i suoi allievi vi erano Franz Mannstädt, Friedrich Spiro e Felix Dreyschock, il critico Paul Marsop e Wilibald Nagel.
Oltre alle sue attività didattiche, a Berlino fu corrispondente politico per le riviste Ape nordica (giornale russo, nel 1862), Vossische Zeitung (1867-69) e L'Independence (1867-69). Nel 1875 riceve il titolo di professore.

## Opere
Oltre al suo lavoro giornalistico, Ehrlich divenne scrittore e pubblicò vari romanzi e studi musicali, molto popolari nel suo tempo, tra i quali: Schlaglichter und Schlagschatten aus der Music Welt (1872), Wie übt man Klavier? (1879, 2nd edition 1884), Die Music Aesthetik in ihrer Entwickelung von Kant bis auf die Gegenwart (1881), Aus allen Tonarten (1888), Dreissig Jahre Künstlerleben (1893),  Modernes Musikleben (1895) e altre novelle.